# Сейтмуратова, Элеонора Юсуповна
Элеонора Юсуповна Сейтмуратова (род. 1941) — советский и казахстанский учёный-геолог, доктор геолого-минералогических наук, член-корреспондент НАН РК.

## Биография
Окончила геологоразведочный факультет Казахского политехнического института (1962) и его аспирантуру (1965, научный руководитель В. К. Монич).
В 1965—1969 годах инженер, старший инженер Институт геологических наук.
С 1969 по 1978 год работала на производстве: геолог Наурызбайской золоторудной партии Агадырской гео- логоразведочной экспедиции ЦКТГУ (Карагандинская область), с 1970 геолог, старший геолог, и. о. начальника редакционной партии Балхашской ГРЭ ЦКТГУ.
С 1978 года снова в Институте геологических наук: младший, старший, ведущий (с 1999), главный научный сотрудник лабораторий региональной металлогении, а затем региональной геологии, с 2006 г. зав. лабораторией геологических формаций, руководитель группы геологических и рудных формаций.
Занималась изучением эволюции палеозойского магматизма и эндогенной палеометаллогении палеозоид Казахстана и Средней Азии; вопросами геологического строения и металлогении Балхашского сегмента земной коры и палеометаллогении Казахстана; критериями прогнозной оценки минеральных ресурсов важнейших рудных районов.
В 1985 г. защитила кандидатскую диссертацию («Позднекаледонские гранитоиды Чингиз-Тарбагатайского мегантиклинория»), в 2004 г. — докторскую. Тема докторской диссертации «Поздний палеозой Жонгаро-Балхашской складчатой системы».
Автор более 200 научных работ, в том числе 3 монографий.
Член-корреспондент НАН РК (2013).
Лауреат премии имени академика К. И. Сатпаева (2014, за цикл научных работ по теме "Вклад и достижения ученых института в изучении недр Казахстана к 75-летию ТОО «Институт геологических наук им. К. Сатпаева») и премии имени академика Ш. Е. Есенова (2006). Отличник разведки недр РК.
Сочинения:
- Поздний палеозой Жонгаро-Балхашской складчатой области (Казахстан) [Текст] : (стратиграфия, магматизм, история становления окраины континента в позднем палеозое) : [монография] / Э. Ю. Сейтмуратова ; Ин-т геологических наук им. К. И. Сатпаева. — Алматы : [б. и.], 2011. — 280, [1] с., [16] л. ил. : ил., цв. ил., карты, портр., табл.; 29 см; ISBN 978-5-601-240-115-8

Муж — Сейтмуратов Борис Семёнович. Сын — Сейтмуратов Тимур Борисович, генеральный директор Ассоциации производителей свеклы и сахара Республики Казахстан. Дочь Наталья.